# Sara Canning
Sara Canning (Newfoundland, 14 de julio de 1987) es una actriz canadiense. Es más conocida por su papel como Jenna Sommers en la serie televisiva de The CW The Vampire Diaries.

## Biografía
Sara nació en Gander, Newfoundland, Canadá. Es graduada de la Escuela de Cine de Vancouver. Su primer papel después de graduarse fue haciendo de Nicky Hilton en la película de televisión Paparazzi Princess: The Paris Hilton Story, producida en Vancouver, Canadá. También interpretó a Anne Sluti, el personaje principal en la película de televisión Taken in Broad Daylight, en 2009.
Canning luego trabajó en la serie de televisión de The CW The Vampire Diaries, encarnando a Jenna Sommers, la tía de Elena (Nina Dobrev) y Jeremy Gilbert (Steven R. McQueen). Además, interpretó a Maggie McGregor en la película de 2009 Black Field. La cinta es una pieza de época ambientada en el siglo XIX, filmada en Manitoba, Canadá. En 2012, interpretó el papel de Lydia en el decimotercer episodio de la séptima temporada de la serie televisiva Supernatural.

## Filmografía

### Cine
| Año  | Título                  | Personaje       | Notas          |
| ---- | ----------------------- | --------------- | -------------- |
| 2009 | Black Field             | Maggie McGregor | Protagonista   |
| 2013 | I Think I Do            | Audrey Ryan     | Protagonista   |
| 2013 | El defecto más perfecto | Collete         | Coprotagonista |
| 2018 | Level 16                | Miss Brixil     |                |
| 2018 | A.R.C.H.I.E. 2          | Lara            |                |

### Televisión
| Año       | Título                                     | Personaje         | Notas                         |
| --------- | ------------------------------------------ | ----------------- | ----------------------------- |
| 2008      | Paparazzi Princess: The Paris Hilton Story | Nicky Hilton      | Película para televisión      |
| 2008      | Smallville                                 | Asistente de Tess | 2 episodios                   |
| 2008      | Slap Shot 3: The Junior League             | Hope              | Película directo a DVD        |
| 2009      | Black Rain                                 | Dorothy           | Película para televisión      |
| 2009      | Taken in Broad Daylight                    | Anne Sluti        | Película para televisión      |
| 2009      | Kyle XY                                    | Redhead           | 1 episodio                    |
| 2009      | Come Dance at My Wedding                   | Andrea Merriman   | Película para televisión      |
| 2009      | Cielo Negro                                | Jenny             | Película para televisión      |
| 2011      | El asesino de la I-5                       | Beth Williams     | Película para televisión      |
| 2012      | Hannah's Law                               | Hannah Beaumont   | Película para televisión      |
| 2012      | Supernatural                               | Lydia             | 1 episodio                    |
| 2012-2013 | Primeval: New World                        | Dylan Weir        | Protagonista                  |
| 2013      | King & Maxwell                             | Claire Culpepper  | 1 episodio                    |
| 2013      | Garage Sale Mystery                        | Hannah            | Película para televisión      |
| 2009-2017 | The Vampire Diaries                        | Jenna Sommers     | Elenco principal              |
| 2017-2019 | A Series of Unfortunate Events             | Jacquelyn Sciezca | Serie original de Netflix     |
| 2017      | Once Upon a Time                           | Gretel            | Serie original de ABC studios |